# Перерахування
Перерахування — це тексти, розбиті на пункти й підпункти, що мають цифрове чи буквене позначення.
Вони можуть бути набрані такими способами:
- всі пункти впідбір із поділом комами чи крапками з комами;

- всі пункти з абзацного відступу чи з втяжкою наступних рядків;

- із поділом крапками чи крапками з комою.

## Нумерація
Нумерують перерахування арабськими цифрами з крапкою чи з дужкою, великими чи малими літерами українського алфавіту з крапкою, іноді — римськими цифрами чи латинськими літерами. Кожний пункт перерахування починають з малої літери, крім випадків, коли після кожного пункту стоїть крапка.

## При перенесенні
При перенесенні перерахування зі сторінки на сторінку бажано закінчувати сторінку повним пунктом, тобто починати наступну сторінку з нового пункту. Якщо другі рядки перерахувань набирають із втяжкою, то початок всіх рядків повинен бути вирівняний. Як і в усіх інших випадках, у перерахуваннях не допускаються висячі рядки.